# Corrélation GMT
Pour les articles homonymes, voir GMT (homonymie).
La corrélation GMT (des initiales de ses inventeurs) est le nom communément employé pour désigner la corrélation établie entre le compte long du calendrier maya et le calendrier grégorien par Joseph T. Goodman, Juan H. Martínez Hernández et J. Eric S. Thompson. Cette corrélation, qui situe le début du dernier grand cycle du compte long, daté « 0.0.0.0.0 4 ahau 8 cumkú », le 11 août 3114 avant notre ère, est celle qui est la plus communément utilisée par les mayanistes pour convertir les dates en compte long en dates grégoriennes.